# U 156 (Kriegsmarine)

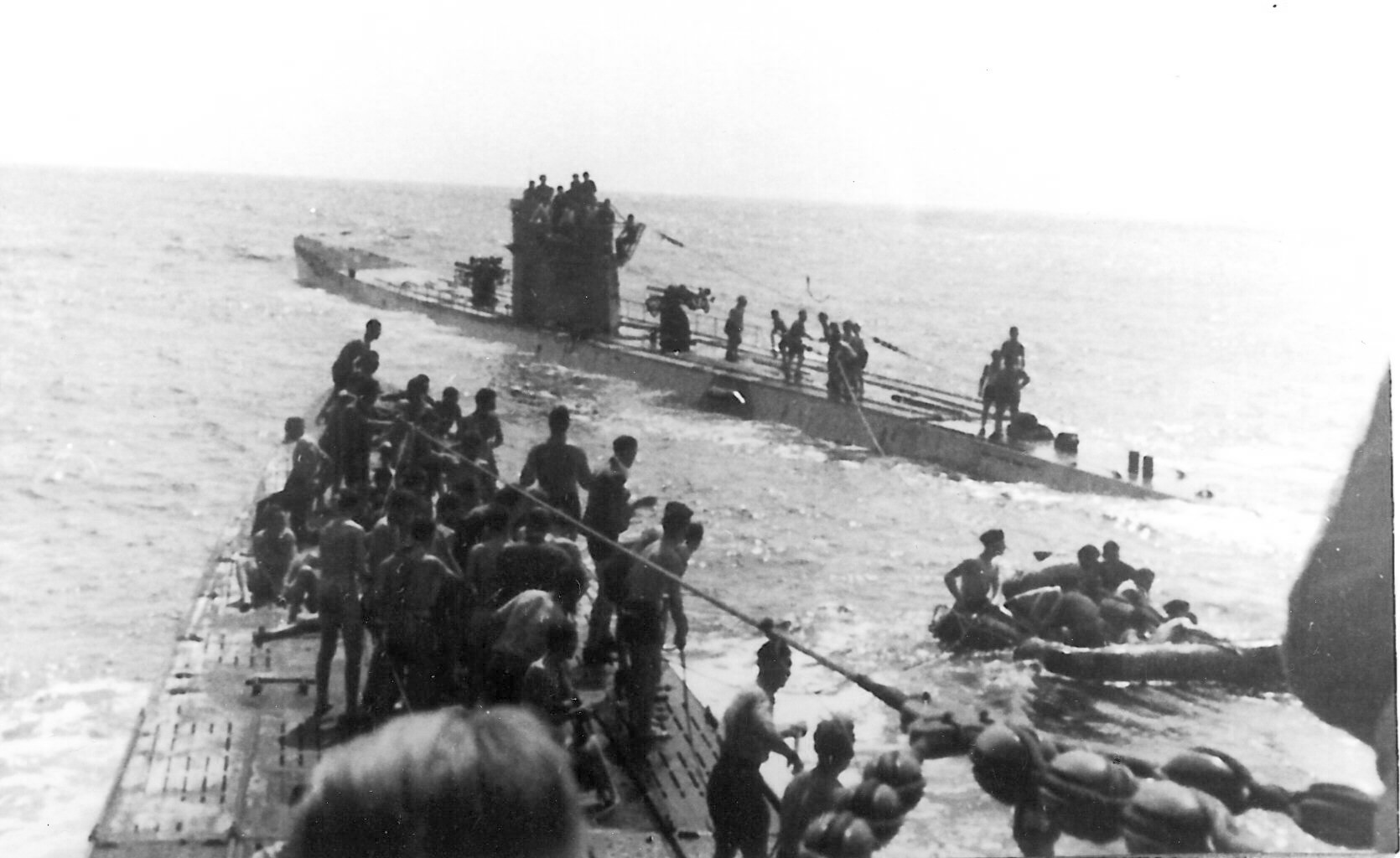
U 156 (voorgrond) en U 507 (achtergrond)

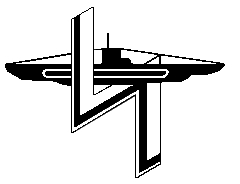
Logo van U 156.

De U 156 was een Duitse U-boot van de IXC-klasse van de Kriegsmarine tijdens de Tweede Wereldoorlog. Hij stond onder bevel van korvetkapitein Werner Hartenstein. Hij voerde een gedurfde aanval uit, dicht onder de kust van Aruba en Curaçao.

## Operaties
De eerste groep van vijf U-boten die Operatie Paukenschlag opende, werd half januari 1942 gevolgd door een tweede groep van vijf grote IXB en IXC boten, die naar de Caribische Zee werden gezonden. Op 16 februari 1942 werd de aanval uitgevoerd, omdat het toen nieuwe maan was, dus zo donker mogelijk.
De boten hadden bevelen, rechtstreeks van groot-admiraal Erich Raeder, om niet alleen schepen tot zinken te brengen, maar ook om benzine-opslaginstallaties van Aruba en Curaçao te beschieten, die dicht bij de kust stonden. De U 156 torpedeerde voor de kust van Aruba twee tankschepen. Vervolgens wilde Hartenstein de opslagplaatsen beschieten, maar de eerste granaat bleef in de loop steken en explodeerde. Twee matrozen werden daarbij geraakt. Matrozengefreiter (korporaal) Heinrich Büssinger was op slag dood en kanonnier-luitenant-ter-zee-IIe klas Dietrich von dem Borne verloor zijn rechterbeen.
Ook het kanon was vernield, maar Hartenstein zag kans het wapen weer bruikbaar te maken door het vernielde deel van de loop eraf te zagen. Opnieuw opende hij het vuur, maar inmiddels was de kustverdediging van de schrik bekomen. Het vuur werd beantwoord en hij moest het gevecht afbreken. Groot-admiraal Raeder, die zo veel mogelijk schade wilde toebrengen aan de geallieerde brandstofvoorraden, beval dat de beschieting de volgende avond hervat moesten worden, maar de kustverdediging was op haar hoede en verduisterde de volgende nacht de gehele kust. De U-boten konden de doelen niet lokaliseren, en het plan werd opgegeven. De onfortuinlijke luitenant IIe klasse werd aan land gebracht en kwam zo in gevangenschap in een hospitaal van Martinique terecht op 21 februari. Op 27 februari bracht Hartenstein een Britse stomer van 2498 ton tot zinken, met behulp van zijn afgezaagde-loop kanon.

### Laconia-incident
12 september 1942 - De U 156 bracht het geallieerde passagiersschip Laconia tot zinken, ten westen van de Afrikaanse kust, in wat later het Laconia-incident werd genoemd. Hij nam samen met twee andere U-boten, de U 506 en U 507, een Italiaanse onderzeeër en een schip van Vichy-Frankrijk, dat vanuit Dakar, Senegal, was vertrokken, deel aan de grootscheepse reddingsoperatie van zijn slachtoffer.

### Ondergang
De U 156 werd tot zinken gebracht om 13:15 op 8 maart 1943 ten oosten van Barbados, in positie 12° 38′ 0″ NB, 54° 39′ 0″ WL door dieptebommen van een US Consolidated PBY Catalina-watervliegtuig (VP-53/P-1). Alle 53 manschappen kwamen hierbij om waaronder commandant Werner Hartenstein.